# South Gate (Kalifornie)
South Gate je město v okresu Los Angeles County ve státě Kalifornie ve Spojených státech amerických. Nachází se 11 kilometrů jihovýchodně od centra Los Angeles. Je součástí skupiny tzv. Gateway Cities. South Gate je 89. největším městem v Kalifornii.
K roku 2020 zde žilo 92 726 obyvatel. S celkovou rozlohou 19 km² byla hustota zalidnění 4 900 obyvatel na km². Městem je South Gate oficiálně od roku 1923. V roce 1965 začalo být označováno jako Azalea City poté, co začalo používat azalku jako symbol města. V roce 1990 byla městu udělena All-America City Award. Východní částí města protéká řeka Los Angeles.